# Бериславская городская община
Бериславская городская община (укр. Бериславська міська громада) — территориальная община на Украине, в Бериславском районе Херсонской области с административным центром в городе Берислав.
Площадь территории — 457,7 км², население общины — 18 062 человека (2020 г.).
Создана в 2020 году, согласно распоряжению Кабинета Министров Украины № 726-р от 12 июня 2020 «Об определении административных центров и утверждении территорий территориальных общин Херсонской области», путем объединения территорий и населенных пунктов Шляховской сельской общины (в составе Раковского, Томаринского, Урожайненского и Шляховского сельских советов), Бериславского городского и Змиевского и Новобериславского сельских советов Бериславского района Херсонской области .

## Населенные пункты
В состав общины вошли г. Берислав, села Вольное, Змиевка, Новоберислав, Новосёлка, Раковка, Тараса Шевченко, Томарино, Урожайное и поселок Шляховое .